# Ballkan
Ballkan är en albanskspråkig dagstidning med frågor om politiska och ekonomiska problem samt social- och kulturutveckling som huvudsakliga spörsmål. Den startades i september år 2001 i Tirana i Albanien av Ferrano Group.